# 阮廷炤
阮廷炤（越南语：／，1822年7月1日—1888年7月3日），是一位越南诗人，活躍於法国殖民统治初期，以其洋溢民族主义和反殖民统治的诗作而知名。
在法國殖民者占領南圻之後，他寫下了不少詩作反對法國殖民統治。其中包括越南代表性的國民文學敘事詩《蓼雲仙傳》。

## 生平
阮廷炤出身在嘉定省新平府新泰村（今胡志明市第一郡梂库坊）的一個名門世家，他的父親原本是承天人，後來被派遣到南方，在黎文悦下面擔任官職。紹治三年（1843年），阮廷炤參加鄉試，在嘉定場考中秀才，後到京城順化繼續學習。紹治六年（1846年），他準備在順化參加鄉試，但由於母親突然病逝而返鄉奔喪，未能參加考試。他在回途中因傷心過度而失明。最後他居留在嘉定開設私塾，以教書和行醫維生。
1859年，當法國攻佔嘉定後，阮廷炤轉赴檳椥，因失明之故讓他無法直接投身起義志士張定等人的游擊軍行動，遂將異族入侵家國之傷，以喃語化為篇篇詩作，藉人民口語言傳而廣泛流傳彼時的南越。在作品中，他歌頌越南傳統文化及中華儒家美德，譴責外來天主文化，並因此遭法國殖民者公然禁絕。阮廷炤和他的學生困於檳椥而不見容當世。

## 作品
- 《蓼雲仙傳》（越南語：Lục Vân Tiên Truyện），1851年。
- 《漁樵問答儒醫演歌》（越南語：Ngư Tiều vấn đáp nho y diễn ca），1867年。